# 奇立丹
奇立丹，是台灣宜蘭縣礁溪鄉的一個傳統地域名稱。位於該鄉東北部。相較於今日行政區，其範圍大致為德陽村鐵路以東地區的西部。

## 歷史
台灣清治末期，奇立丹地區為一街庄，稱為「奇立丹庄」，隸屬於四圍堡。該庄東北與白石腳庄為鄰，東南與抵百葉庄為鄰，南邊及西邊為六結庄，北邊為湯圍庄。
1901年（日治明治三十四年）11月，廢縣廳改設二十廳，該庄隸屬於宜蘭廳，編入第三區。1905年（明治三十八年）7月，該區改名「礁溪區」。1909年（明治四十二年）10月，合併二十廳為十二廳，該庄仍隸屬於宜蘭廳。1920年（大正九年），廢十二廳改設五州二廳，該庄改制為「奇立丹」大字，隸屬於臺北州宜蘭郡礁溪庄。
戰後礁溪庄改制為礁溪鄉，隸屬於臺北縣，大字亦改制為村。1950年10月，北、基、宜分治，礁溪鄉改隸屬於宜蘭縣。

## 聚落
本地區發展較早的聚落有奇立丹社、奇立丹等，在日治期初期的官方地圖上已有記載。